# ロフト.
『ロフト.』（Loft）は、2008年のベルギーのミステリ映画。
5人の男たちが情事を楽しむために共有していた秘密の部屋で発見された女性の全裸死体をめぐって、互いに疑心暗鬼になりながらも犯人を捜すさまを描いている。
製作国であるベルギーでは10人に1人が見たと言われるほどのヒット作となった。
日本では第16回大阪ヨーロッパ映画祭でオープニング作品として上映された。
2010年にはオランダでリメイクされ、日本でも2012年に『LOFT -完全なる嘘（トリック）-』として公開された。
2014年にはハリウッドでオリジナルと同じエリク・ヴァン・ローイ監督によって『パーフェクト・ルーム』としてリメイクされた。
また、オリジナルでフィリップを演じたマティアス・スーナールツが同じ役で出演している。

## ストーリー
建築家のビンセントとその友人のマルニクス、ルク、クリス、フィリップは、5人で秘密の部屋を共有していた。ある日、その部屋で女性の死体が発見され、5人は互いに誰が犯人なのか探り合いを始める。

## キャスト
クリス・ファン・アウトリーヴェ
演 - ケーン・デ・ボーウ、吹替 - 滝知史
精神科医。真面目な男だが妻エレンとの関係は冷えている。
ビンセント・スティーブンス
演 - フィリップ・ペータース、吹替 - 水内清光
建築家。クリスの親友。野心家でプレイボーイ。
ルク・セイナーヴェ
演 - ブルーノ・ヴァンデン・ブルーク、吹替 - 高橋研二
クリスらの親友。おとなしい性格。
フィリップ・ウィレムス
演 - マティアス・スーナールツ、吹替 - 加藤将之
クリスの父親違いの弟。遊び人。金持ちの娘ビッキーと結婚する。
幼い頃に実父に虐待され、施設に預けられていた。共に施設に預けられた妹シャロンを溺愛している。
アン・マライ
演 - ヴェルル・バーテンス
表向きは市長の個人助手だが実は娼婦。
自殺した妹ソフィーがクリスの患者だった。
マルニクス・ローレイズ
演 - ケーン・デ・グラーヴェ、吹替 - 最上嗣生
クリスらの親友。下品で女好き。
バルバラ・スティーブンス
演 - ティン・レイマー
ビンセントの妻。
エレン・ファン・アウトリーヴェ
演 - アン・ミレル
クリスの妻。クリスの友人らを嫌っている。
エルジー・セイナーヴェ
演 - ヴィーネ・ディエリックス
ルクの妻。糖尿病を患っている。
ビッキー・ウィレムス
演 - シャルロッテ・ファンデルメールシュ
フィリップの妻。建設王ルードヴィック・ティビルゲーンの娘。
ミリアム・ローレイズ
演 - マーイケ・カフメイエル
マルニクスの妻。夫の浮気を知って家を出て行く。
サラ・デルポルテ
演 - マリエ・ヴィンク
ビンセントがデュッセルドルフで出会った女。